# فرودگاه آبدانان
فرودگاه آبدانان فرودگاهی است که در آبدانان در استان ایلام ایران قرار دارد. این فرودگاه در سال ۱۳۵۲ به منظور مقاصد نظامی و استفاده‌های ترابری و لجستیکی نیروی هوایی ساخته شد و پروازهای آن تا یک دهه پیش برقرار بود. عملیات بهسازی آن از آذرماه ۱۳۹۴ آغاز شده‌است.